# Заблудів (гміна)
Гміна Заблудів (пол. Gmina Zabłudów) — місько-сільська гміна у східній Польщі. Належить до Білостоцького повіту Підляського воєводства.
Станом на 31 грудня 2011 у гміні проживало 9112 осіб.

## Територія
Згідно з даними за 2007 рік площа гміни становила 348.14 км², у тому числі:
- орні землі: 62.00 %
- ліси: 31.00 %

Таким чином, площа гміни становить 11.66 % площі повіту.

## Населення
Станом на 31 грудня 2011:
| Опис     | Загалом | Загалом | Чоловіки | Чоловіки | Жінки | Жінки |
| -------- | ------- | ------- | -------- | -------- | ----- | ----- |
| одиниця  | осіб    | %       | осіб     | %        | осіб  | %     |
| все      | 9112    | 100     | 4561     | 50.05    | 4551  | 49.95 |
| міське   | 2503    | 100     | 1219     | 48.70    | 1284  | 51.30 |
| сільське | 6609    | 100     | 3342     | 50.57    | 3267  | 49.43 |

## Сусідні гміни
Гміна Заблудів межує з гмінами: Більськ-Підляський, Ґрудек, Міхалово, Нарва, Супрасль, Юхновець-Косьцельни.